# Sherry Cola
Sherry Cola, född 10 november 1989 i Shanghai, är en amerikansk skådespelare.

## Biografi
Cola är uppvuxen i Monterey Park, Kalifornien.
Cola har bland annat medverkat i TV-serien Good Trouble. Hon har även medverkat i filmerna Röd från 2022, Joy Ride från 2023, och Tigerns lärling med premiär 2024.

## Filmografi (i urval)
- 2019-2023: Good Trouble
- 2022: Röd
- 2023: Joy Ride
- 2024: A Family Affair
- 2024: Tigerns lärling
- 2024 – A Family Affair
- 2024 – Enhörningen Thelma
- 2024 – Nobody Wants This (TV-serie)
- 2025 – Bride Hard
- 2026 – Goat – bäst i världen